# 하이디 (1975년)

## 학력
- 지품초등학교 졸업
- 지품중학교 졸업

## 앨범
- 1995년 [정규] Ha.E.D
- 1996년 [정규] 진이
- 1998년 [정규] Evolution
- 2013년 [싱글] Reminisce
- 2014년 [싱글] 진이 2014 Remake
- 2015년 [리메이크] 진이
- 2017년 [싱글] 솔직히 말해주세요
- 2020년 [싱글] Liar (라이어)
- 2021년 [싱글] 그때 우린
- 2021년 [싱글] 오로라